# هوي غريغوري
هوي غريغوري (بالإنجليزية: Howie Gregory)‏ هو لاعب كرة قاعدة أمريكي، ولد في 18 نوفمبر 1886 في هانيبال في الولايات المتحدة، وتوفي في 30 مايو 1970 في تلسا في الولايات المتحدة.

## وصلات خارجية
- هوي غريغوري على موقعبيزبول رفرنس.كوم (الدوري الرئيسي) (الإنجليزية)
- هوي غريغوري على موقعبيزبول رفرنس.كوم (الدوري الثانوي) (الإنجليزية)